# Uroboros
Uroboros ist das siebte Studioalbum der japanischen J-Rock-Band Dir En Grey. Die Veröffentlichung fand am 11. November 2008 in den Vereinigten Staaten durch The End Records statt, einen Tag später durch das Independent-Label Free-Will in Japan und durch Gan-Shin in Europa. Das Album wurde nach dem Ouroboros-Symbol benannt, einer sich in den Schwanz beißenden Schlange. Es soll für Kontinuität und die Rückkehr der Band zur Vor-Withering to Death-Ära stehen und Themen wie Schuld und Wiedergeburt aufgreifen.
Das Albumcover wurde von Koji Yoda gestaltet und ist vom Cover des Albums Lizard der Band King Crimson aus den 1970er Jahren inspiriert.

## Entstehung
Nach dem Ende der Tour 2007, die unter anderem auch über das Wacken Open Air führte, wurde ein Großteil des Songwritings im Januar und Februar 2008 auf individueller Basis abgeschlossen. Laut Aussage der Gitarristen Kaoru diente dies dazu eine größere Vielfalt an Liedern zu gewährleisten sowie etwas Neues auszuprobieren. Die offiziellen Aufnahmen des neuen Albums waren für Anfang 2008 angepeilt, verschoben sich aber auf März 2008. Die Aufnahmen der ersten Lieder begannen im Frühjahr im Sony Building in Tokyo. Für die Aufnahmen wurden auch neue Instrumente wie die Mandoline, Congas, E-Sitar und Biwa eingesetzt, um einen einzigartigen Sound zu schaffen. Sänger Kyo konzentrierte sich darauf, weniger zu schreien, um eine weichere Komposition zu ermöglichen. Für das Album testeten Kaoru und Die mehrere Gitarrenmodelle und Aufnahmetechniken, so wurden unter anderem manche Gitarren direkt vom Verstärker aufgenommen. Die Singles Dozing Green und Glass Skin, die Teil des Entstehungsprozesses des Albums waren, befinden sich auch auf dem Album, wurden dafür aber auf Englisch neu aufgenommen.

### Promotion
Der kalifornische Radiosender Indie 103.1 durfte am 19. und 26. Oktober und am 2. November exklusiv Lieder aus dem neuen Album spielen. Dafür wurden Red Soil, Dozing Green, Glass Skin und Gaika, Chinmoku ga Nemuru Koro ausgesucht. Während der Werbung für das Album wurde das Lied Stuck Man als Third Time Does the Trick bezeichnet, der Name wurde für die endgültige Titelliste noch abgeändert.
Zum ersten Mal in der Bandgeschichte wurde ein Album zuerst in den Vereinigten Staaten veröffentlicht. Das Album kam dort als Download, als Standard-CD, in einer Limited Edition und einer 12"-LP mit einer Karte zum Herunterladen des Albums heraus. In Japan erschienen drei verschiedene Versionen: Standard, Limited und Deluxe. Die Anzahl an Deluxe-Versionen war limitiert, sie konnten nur durch Vorbestellungen erworben werden. Der Release in Europa begann am 12. November durch Gan-Shin. Die Regular Edition enthält nur die Lieder des Albums, während die Limited Edition drei Bonustracks enthält.
Die Promotionstour Relentless Tour '09 wurde von Kerrang organisiert und führte mit Bands wie Mindless Self Indulgence, Bring Me the Horizon und Black Tide durch Irland und das Vereinigte Königreich. Im Februar 2009 wurde die Tour 08 The Rose Trims Again DVD veröffentlicht, im Sommer fand die 09 Feast of V Senses Tour in Japan statt sowie weitere Auftritte bei Rock am Ring und Rock im Park.

## Stil
Laut Aussage des Gitarristen Kaoru ist das Album noch dunkler und schwerer als vorherige Alben und soll auch religiöse und orientalische Stimmungen enthalten, die harte und schwere Atmosphäre von The Marrow of a Bone sollte aber einer eleganteren Instrumentierung weichen. Die Titel der Ersten beiden Lieder des Albums, Sa Bir und Vinushka stammen aus der tibetischen beziehungsweise russischen Sprache.
Der Stil der Band wird als „Melodik gekreuzt mit an Metalcore grenzenden Abschnitten“ beschrieben. Während das Eröffnungslied Sa Bir ein Instrumental ist und im Hintergrund nur gedämpfte Schreie zu hören sind, tritt dieser Stil bei Liedern wie Vinushka, Red Soil, Stuck Man und Dozing Green mit ihren Growling- und Screaming-Passagen deutlicher zu Tage. Am extremsten ist diese Stilfusion bei Bugaboo zu hören, wo sich ruhiger, melodischer Gesang mit tiefen Growlings abwechseln.
Toguro, Glass Skin und Ware, Yami Tote... sind sehr melodisch, getragen von ruhigem Gesang. Inconvenient Ideal fällt ebenfalls in diese Kategorie, wobei die Unplugged-Version von Orgelspiel begleitet wird. Die Besonderheit von Glass Skin und Dozing Green ist, dass die Liedtexte auf dem Album komplett auf Englisch sind.
Reiketsu Nariseba und Gaika, Chinmoku Ga Nemuru Koro stehen dem Metalcore nahe und transportieren eine Stimmung aus Wut, Hass und Verzweiflung.

## Rezeption
Das Album kam bei den Kritikern gut an. Die Band würde mit Uroboros ein experimentelles Album abliefern. Gelobt wurde vor allem die Vielseitigkeit der Musik und die Weiterverwendung japanischer Liedtexte. Angesichts der starken Werbung für das Album in den Vereinigten Staaten mit hauptsächlich englischen Liedtexten war befürchtet worden, dass sich dies geändert haben könnte. Kritik wurde am sich wiederholenden Stil der Lieder geäußert, was manche aber auch als Stärke interpretierten. So sei das Album trotz der Vielseitigkeit seiner Lieder so strukturiert, dass es sich wie ein einziges kontinuierliches Lied anhöre.
Das Album erreichte Platz 114 in den Billboard 200 Albumcharts. Es war das erste Mal in der Geschichte der Band, dass sie eine Position in diesen Musikcharts erreichte. In Japan stiegen die Verkaufszahlen auf über 36.000, was für einen vierten Platz in den Oricon-Charts reichte. Dies war die beste Platzierung von Dir en Grey seit dem Album Kisou im Jahr 2002, welches den dritten Platz erreichte.

## Titelliste
Die Texte wurden alle von Kyo geschrieben. Wie seit dem Album Vulgar üblich werden die Komponisten der einzelnen Lieder nicht genannt, sondern der Bandname Dir en grey wird angegeben.
Titelliste CD:
1. Sa Bir – 2:00
2. Vinushka – 9:35
3. Red Soil – 3:24
4. Doukoku to Sarinu (慟哭と去りぬ, Wehklagen und Verlassen) – 3:48
5. Toguro (蜷局, Wirbel) – 3:57
6. Glass Skin – 4:27
7. Stuck Man – 3:34
8. Reiketsu Nariseba (冷血なりせば, Wäre Ich Kaltblütig) – 3:33
9. Ware, Yami Tote... (我、闇とて･･･, Ich, die Finsternis) – 7:01
10. Bugaboo – 4:43
11. Gaika, Chinmoku ga Nemuru Koro (凱歌、沈黙が眠る頃, Lobgesang, die Zeit wenn Stille schläft) – 4:42
12. Dozing Green – 4:05
13. Inconvenient Ideal – 4:23

Bonuslieder:

American Version:
14. Glass Skin (Japanese version) – 4:28

15. Dozing Green (Japanese version) – 4:08
American Vinyl Edition:
14. Dozing Green (Japanese version) – 4:08

15. Undecided (Re-recorded B-side von Glass Skin Single) – 4:58
European Limited Edition:
14. Glass Skin (Japanese version) – 4:28

15. Dozing Green (Japanese version) – 4:08

16. Agitated Screams of Maggots (Unplugged, b-side von Glass Skin Single) – 3:08
Bonus-CD/DVD:
Titelliste CD (japanische Deluxe Edition & Limited Version):
1. Ware, Yami Tote... (我、闇とて･･･) (Unplugged) – 6:39
2. Inconvenient Ideal (Unplugged) – 4:23
3. Red Soil (Unplugged) – 3:25
4. Dozing Green (Before Construction Version) – 4:19
5. Dozing Green (Remastered Japanese version) – 4:08
6. Glass Skin (Remastered Japanese version) – 4:29

Titelliste DVD (japanische Deluxe Edition):
1. Recording and Interviews
2. Toguro (蜷局) (Studio Live)
3. Dozing Green (Studio Live)

Titelliste DVD (amerikanische Limited Edition):
1. Repetition of Hatred (Live im Zepp Tokyo, 22. Dezember 2007)
2. Agitated Screams of Maggots (Live Take im Zepp Tokyo, 22. Dezember 2007)
3. Hydra -666- (Live im Zepp Tokyo, 22. Dezember 2007)
4. Dead Tree (Live am Wacken Open Air, 4. August 2007)
5. Dozing Green (Live bei der Tour 07 The Marrow of a Bone, 2007)

## Singles

### Dozing Green
Die Single erschien in Japan am 24. Oktober 2007. Die japanische Version enthält zwei B-Sides, in der europäischen Version fehlt das Lied Hydra -666-. Das Lied ist eine Neukomposition von Hydra des Albums Macabre.
Das Musikvideo zu Dozing Green zeigt Elemente aus dem Horror-Manga „The Drifting Classroom“ von Kazuo Umezu. Das Video wurde in der MTV-2-Show „Headbangers Ball“ zum Video des Jahres 2008 gewählt. Das Musikvideo zu Hydra -666- findet sich auf der DVD In Weal or Woe.
Titelliste CD:
1. Dozing Green – 4:05
2. Hydra -666- – 3:36
3. Agitated Screams of Maggots [Live] – 4:33

### Glass Skin
Die Single erschien in Japan am 10. September 2008. Das Cover wurde vom Künstler Genta Kosumi aus Osaka gestaltet. Das Album wurde in einer regulären und einer limitierten Edition veröffentlicht. Die B-Side Undecided ist eine Neukomposition des gleichnamigen Liedes von Kisou. Agitated Screams of Maggots -Unplugged- ist eine unplugged-Version der 2006 erschienenen Single. Der Liveauftritt von Ryoujoku no Ame fand am 23. Mai 2008 im Yokohama Blitz statt.
Titelliste CD:
1. Glass Skin – 4:30
2. Undecided – 4:58
3. Agitated Screams of Maggots -Unplugged- – 3:08
4. Ryoujoku no Ame [Live] – 4:19

## Mitwirkende
- Dir en grey – Produzent, Komponist
  - Kyo – Gesang, Texter
  - Kaoru – E-Gitarre, Akustische Gitarre, E-Sitar, Background Vocals
  - Die – E-Gitarre, Akustische Gitarre, Background Vocals
  - Toshiya – E-Bass, Background Vocals
  - Shinya – Schlagzeug, Congas, Schlaginstrumente
- Jun Fukamachi – Piano, Orgel
- Tadasuke – Piano
- Hiroshi "Dynamite Tommy" Tomioka – Executive producer
- Yasushi "Koni-Young" Konishi – recording, mixing
- Akinori Kaizaki – mixing (unplugged CD)
- Ted Jensen – mastering
- Kazushige Yamazaki – mastering
- Hiroyuki Kondo – director, Kamera
- Mitsuhiko Koechi – video lighting
- Koji Yoda – Artdirector, Art Design
- Toshio Sakurai – Art Design
- Satoshi Mizuno – Art Design
- Genta Kosumi – Illustration
- Takato Yamamoto – Illustration
- Shigeo Kikuchi – Fotos
- Jewels – Übersetzer
- Yuichi “You” Masuda – Interviewer (deluxe DVD)